# Gerdt Störning
Gerdt (Gerhard) Störning, född 1609 i Lübeck i Tyskland, död 1692 i Nyköping, Sverige, var en svensk brukspatron. Han grundade bland annat tre järnbruk i Södra Södermanland – Virå, Svärta och Stavsjö. Han är begravd i Sankt Nicolai kyrka i Nyköping. 

## Biografi
År 1646 anlägger Störning Ullabergs masugn och Norshammars bruk i Svärta socken.
1641 gifter han sig med Christina Danckwardt (1624–1697), dotter till Joakim Danckwardt och Carin Wastesdotter. De får barnen Catharina Störning, Elisabeth Störning och Katarina Kristina Störning.
År 1646 får Gerdt Störning och hans svärfar Joachim Danckwardt privilegier på bland annat ett stångjärnsbruk vid Svärta gård. Verksamheten lades ned 1854 och egendomen ärvdes av Störnings måg brukspatronen Georg Thomas Berchner.
Gerdt Störning blir den första arrendatorn av Kungsladugårdarna utanför Nyköping, som efter branden på Nyköpingshus år 1665 började arrenderas ut. Han efterträddes av sin svärson Georg Thomas von Berchner som var gift med Gerdt Störnings dotter Elisabeth Störning.
År 1666 bygger Gerdt Störning en masugn vid Stavsjö och blev med tiden också brukspatron på Virå bruk och Svärta bruk.